# Your Possible Pasts
«Your Possible Pasts» (с англ. — «Твоё возможное прошлое») — песня группы Pink Floyd с альбома The Final Cut (1983). Также была издана на сингле Selections from The Final Cut с композицией  «The Final Cut» на второй стороне. Достигла #8 в Hot Mainstream Rock Tracks в США.
В первом стихе говорится о маках, переплетающиеся с «телячьими» вагонами, «ждущими своего часа» (намёк на железнодорожные транспортные средства, используемые во время Второй мировой войны и Холокоста).
Несколько раз повторяющаяся фраза «Ты помнишь меня, какими мы были?» первоначально появилась в песне «Incarceration of a Flower Child», написанной Роджером Уотерсом в 1968 году. Ни Pink Floyd, ни Уотерс не записали эту песню, тем не менее, она была записана певицей Марианной Фейтфулл в 1999 году для ее альбома Vagabond Ways.

## Исполнители
Pink Floyd
- Роджер Уотерс — бас-гитара, акустическая гитара, звукорежиссер, вокал
- Дэвид Гилмор — электрогитары
- Ник Мейсон — ударные

приглашённые музыканты
- Майкл Кеймен — электрическое пианино и оркестровка
- Энди Боун — орган Хаммонда
- Рэй Купер — ударные